# Castello Hagen
Il Castello Hagen (in francese Château Hagen) è una storica residenza di Numea in Nuova Caledonia.

## Storia
Anne-Marie e Georges Marcel Préveraud de Sonneville, rispettivamente figlia e genero del missionario Jean Taragnat, eriditarono da quest'ultimo, nel 1878, i terreni sui quali oggi sorge la residenza. Questa venne fatta erigere dai Préveraud de Sonneville tra il 1889 e il 1892, secondo il progetto lasciato dallo stesso Taragnat. La dimora venne soprannominata Villa au Banian.
Nel 1903 la coppia vendette la proprietà a Lucy Hagen, la quale ribattezzò la villa Ratisbonne, in riferimento alla città bavarese patria degli Hagen. Tra il 1916 e il 1917 il maggiore dei dodici figli di Lucy Hagen, John-Charles Nicolas Hagen, detto Tiby, abitò nella residenza con la sua famiglia, iniziando a chiamarla Castello Hagen. Il caso vuole che la moglie di Tiby, Marthe Guiraud de Lévizac, fosse la nipote di Jean Taragnat.
Dopo la morte di Tiby nel 1947 e di dua moglie nel 1967, la proprietà passò alla loro figlia maggiore, Paule Hagen, e suo marito Martial Danton.
Il 10 febbraio 1998 la figlia di Paule Hagen e Martial Danton ereditò la villa e la vendette alla provincia Sud, la cui amministrazione procedette a classificarla nello stesso anno come monumento storico.

## Descrizione
L'edificio presenta uno stile che riprende la tradizione architettonica classica francese.